# Пуришев, Иван Борисович
Ива́н Бори́сович Пу́ришев (26 ноября 1930, Москва — 31 июля 2013, там же) — архитектор-реставратор, создатель и сотрудник Переславской реставрационной мастерской, писатель.

## Биография
Сын литературоведа-германиста и исследователя древнерусской фресковой живописи профессора Б. И. Пуришева. Прадед — Иосиф Никитич — владел небольшой лавкой в Лубянском проезде, в доме, где теперь находится музей Владимира Маяковского. В магазине «Пуришевъ и сыновья» продавались формы для кондитерских изделий, часы, механические и ёлочные игрушки.
Жена — Елена Владимировна Пуришева, родилась 28 июля 1948 года, заслуженный работник культуры.
- 1956 — окончил МАРХИ.
- 1957 — работал в Ярославской специальной научно-реставрационной производственной мастерской.
- 1967 — разработал герб Переславля-Залесского.
- профессор МАрхИ, лектор по курсу «история русской архитектуры».[3]
- член-корреспондент Российской академии архитектуры по отделению архитектуры.[4]
- член-корреспондент Международной академии архитектуры.[4]
- действительный член Международной организации по охране памятников и достопримечательных мест при ЮНЕСКО.[4]
- член учёного совета Архангельского музея деревянного зодчества «Малые Корелы».[5]

В экспедициях по русскому Северу Пуришев делал обмеры и проекты реставрации церковных и бытовых зданий в сёлах на реке Мезень в Архангельской области, на берегах Белого моря.
Пуришев выступал по Центральному телевидению в передаче «Клуб путешественников», рассказывая о деревянных памятниках на Северной Двине и в городах Золотого Кольца.
Профессор кафедры Истории архитектуры и градостроительства МАрхИ, архитектор-реставратор, заслуженный архитектор РФ, Почетный гражданин Переславля-Залесского Иван Борисович Пуришев  похоронен 03 августа 2013 года на кладбище села Веськово под Переславлем-Залесским.

## Работы
По проектам Ивана Борисовича Пуришева реставрированы:
- церковь Петра митрополита,[3]
- крепостные стены и башни Никитского монастыря,[6]
- церковь Святого Духа в селе Новое,[3]
- Владимирская церковь в Коровницкой слободе,[3]
- Никитская церковь в селе Елизарово,[7]
- братский корпус Данилова монастыря,[3]
- Владимирская церковь,[3]
- церковь Александра Невского,[3]
- Введенская церковь и трапезная Фёдоровского монастыря.[3]

Пуришев впервые в Ярославской области применил метод инъекции разрушенной кирпичной кладки цементным раствором при реставрации Трапезной палаты Горицкого монастыря.
Иван Борисович Пуришев сделал важные открытия:
- деревянные конструкции XII века в основании земляного вала Переславля,[9]
- храмозданная надпись Никитской церкви в селе Елизарово,[10]
- древние терракотовые плиты несохранившегося здания.[11]

По проектам Ивана Борисовича Пуришева устроены архитектурные памятники:
- По проекту И. Пуришева и Г. Борисовой была перестроена Красная площадь города Переславля.[12]
- На Красной площади находятся могилы борцов за Советскую власть, исполненные по проекту Пуришева.[13]
- Недалеко от Красной площади на берегу реки Трубеж поставлен гранитный обелиск в память о переславцах, погибших в годы Великой Отечественной войны, исполненный по проекту Пуришева.[13]
- В селе Нагорье возведён памятник адмиралу Г. А. Спиридову, проект архитектора И. Б. Пуришева и скульптора О. В. Буткевича.[13]

## Реставрация Горицкого монастыря
Восстановление упразднённого и наполовину разрушенного церковными властями Горицкого монастыря — главная тема реставрационных работ Ивана Борисовича Пуришева, выдвинутая на Государственную премию.
- 1960 — Северо-западная башня XVIII в. Проект реставрации. Осуществлён.[14]
- 1963 — Юго-западная башня XVII в. Проект реставрации. Осуществлён.[14]
- 1967 — Проект охранных зон Горицкого монастыря и других памятников в южной части Переславля.[14]
- 1958—1960 — Успенский собор XVIII в. Руководство ремонтно-реставрационными работами.[14]
- 1979—1989 — Трапезная палата и Всехсвятская церковь XVII в. Проект реставрации. Соавтор С. Н. Столярова. Осуществлён. Работа удостоена Диплома I степени и медали Союза архитекторов РСФСР в 1988 г. и Золотой медали Академии художеств СССР в 1989 г.[14]
- 1984 — Часовня деревни Старово Переславского района XIX в. Проект реставрации, при участии С. А. Кротовой. Осуществлён.[14]
- 1986 — Восточная крепостная стена XVII—XVIII вв. Проект реставрации, совместно с С. А. Кротовой. Осуществлён.[14]
- 1987—1988 — Палата привратника и Никольская надвратная церковь XVII в. Проект реставрации с проектом восстановления крыльца, при участии А. И. Карнушина. Осуществлён.[14]
- 1988 — Южная крепостная стена XVII в. Проект реставрации. Осуществлён.[14]
- 1988—1989 — Успенский собор XVIII в. Руководство ремонтно-реставрационными работами.[14]
- 1990 — Северная стена ограды и звонница XVIII—XIX вв. Проект реставрации. Совместно с О. Г. Карнушиной. Осуществлён.[14]
- 1991 — Западная крепостная стена XVII в. Проект реставрации. Совместно с А. И. и О. Г. Карнушиными. Осуществлён.[14]
- 1991 — Проект планировки и благоустройства территории Горицкого монастыря. Совместно с О. Г. Карнушиной.[14]
- 1996 — Колокольня с церковью Благовещения XVIII в. Совместно с О. Г. Карнушиной. Осуществлён.[14]

## Награды

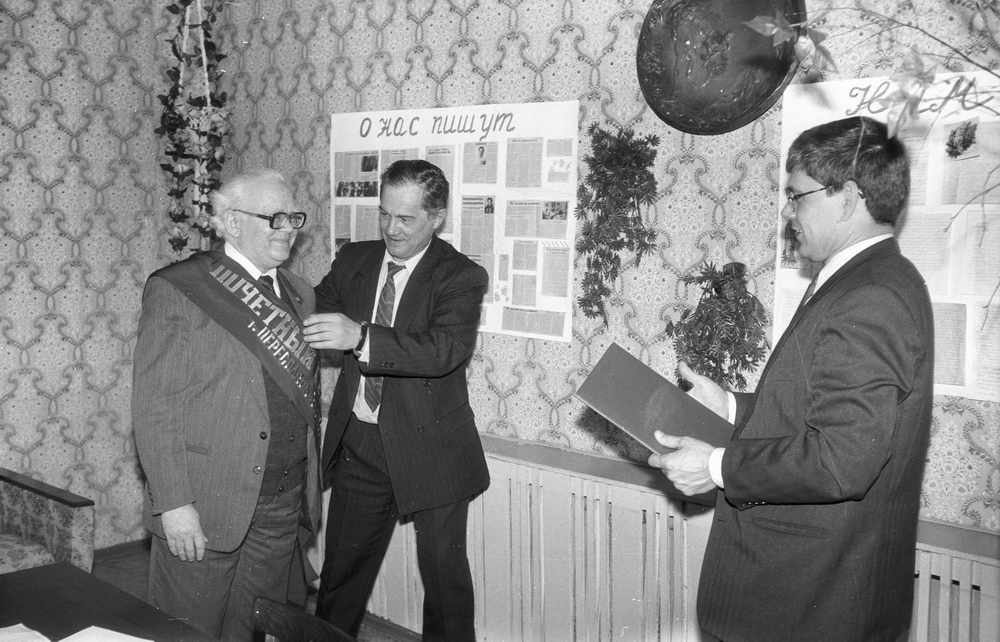
Пуришев — Почётный гражданин города Переславля-Залесского

- 1988 — медаль Союза архитекторов РФ «За высокое зодческое мастерство».[4]
- 1989 — Золотая медаль Академии художеств СССР (за реставрацию Трапезной палаты Горицкого монастыря).[3]
- 1995 — почётный гражданин Переславля-Залесского.[15]
- 1995, июнь — почётный знак Святого Луки.[7]
- 2002, 8 апреля — Заслуженный архитектор Российской Федерации.[16]
- диплом I степени Союза архитекторов за книгу-путеводитель «Переславль-Залесский».[4]

## Интересные факты
Пуришев — владелец коллекции ёлочных игрушек 1908—1914 годов.

## Дополнительные сведения
- Интервью И. Б. Пуришева //«Имена». Первый образовательный канал. Телекомпания СГУ ТВ. 2004. 11 апреля.